# Sölden (Austria)
Sölden è un comune austriaco di 3 199 abitanti nel distretto di Imst, in Tirolo. Stazione sciistica e località di villeggiatura anche estiva, si trova nella Ötztal, valle laterale dell'Inn, ed è il comune più esteso dell'Austria (466,78 km²).

## Geografia fisica
Il centro di Sölden si trova a 1 368 m s. l. m. La cima più elevata presente nel territorio comunale è la Wildspitze la quale, con i suoi 3 768 m di altezza, rappresenta la seconda montagna dell'Austria in ordine di altezza dopo il Großglockner.

## Geografia antropica

### Suddivisioni amministrative
Il territorio comunale coincide con l'unico comune catastale (Sölden) e conta cinque frazioni (tra parentesi la popolazione al 1º gennaio 2015): Gurgl (564), Heiligkreuz (141), Sölden (2 248), Vent (171) e Zwieselstein (155). A loro volta le frazioni contano numerose località: Angern, Dreihäusern, Hochgurgl, Kressbrunnen, Obergurgl, Pill, Pirchhütt, Poschach e Untergurgl (Gurgl); Bodenegg, Neder, Seiten, Venter Tal e Winterstall (Heiligkreuz); Gaislach, Gehörde, Giggijoch, Granbichl, Granstein, Grünwald, Haimbach, Hochsölden, Hochwald, Höfle, Kaisers, Leite, Lochlehn, Pitze, Platte, Rainstadl, Rechenau, Rettenbach, Rettenbachgletscher, Schmiedhof, See, Stabele, Stubaier Alpen, Wald, Wildmoos, Windau e Wohlfahrt (Sölden); Rofen (Vent).

## Economia
Numerosi i turisti che visitano Sölden in tutte le stagioni (15 000 ogni giorno): il paese è la maggiore attrazione turistica austriaca, con due milioni di visitatori all'anno, dopo la capitale Vienna.

## Sport
Sölden è conosciuta anche perché ospita la prima tappa del circuito di Coppa del Mondo di sci alpino che si tiene sul ghiacciaio Rettenbach. La stazione sciistica si estende tra i 1 368 m s.l.m. del centro urbano fino a 3 250 m s.l.m. ed è attrezzata con 33 impianti di risalita (8 cabinovie ad agganciamento automatico, 16 seggiovie e 9 skilift) e 146 km di piste sciistiche (62 km rosse, 51 km blu, 27 km nere e 6 km tapis-roulants).

## Galleria d'immagini

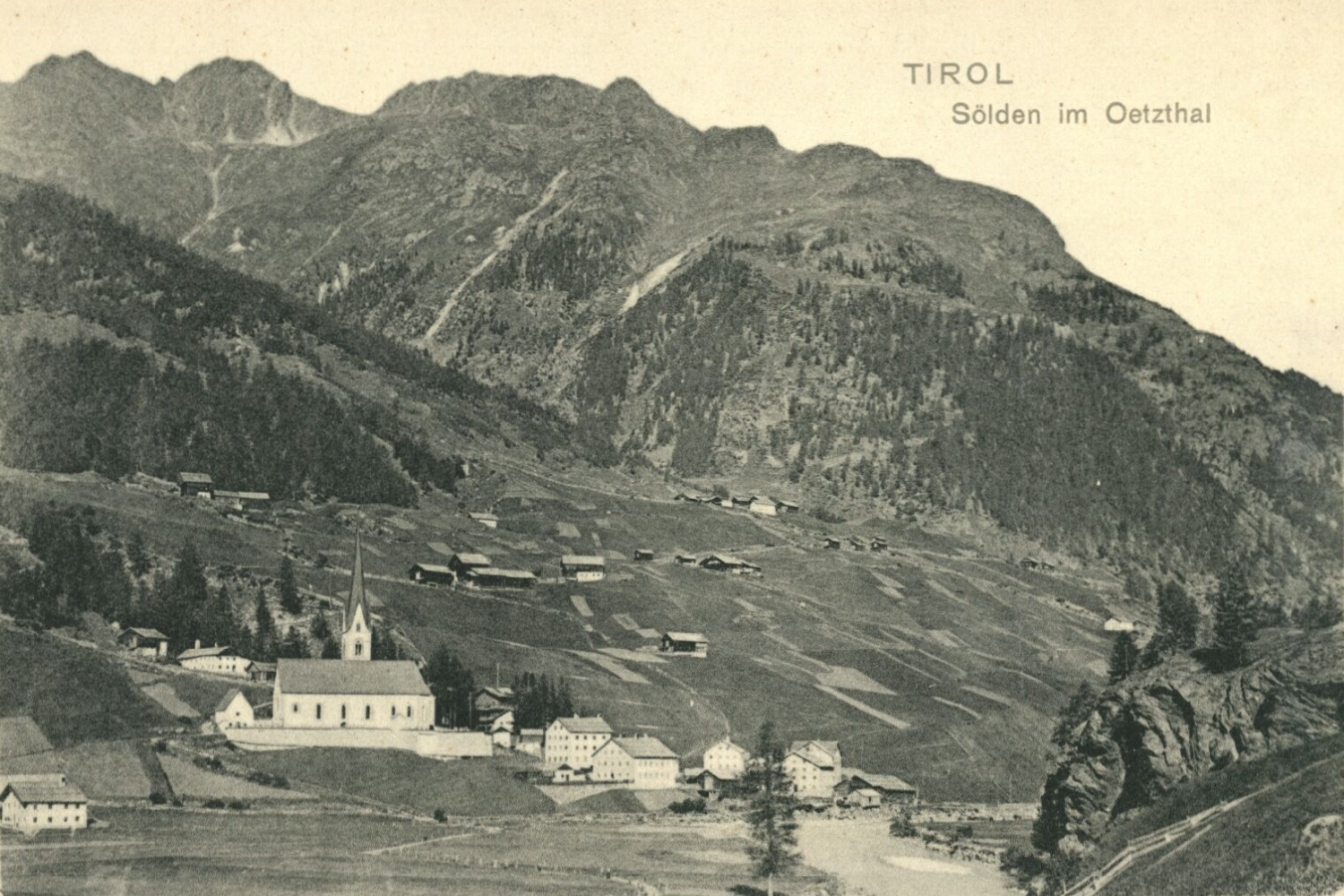
Cartolina di Sölden con la casa Berghof. Foto dal 1920
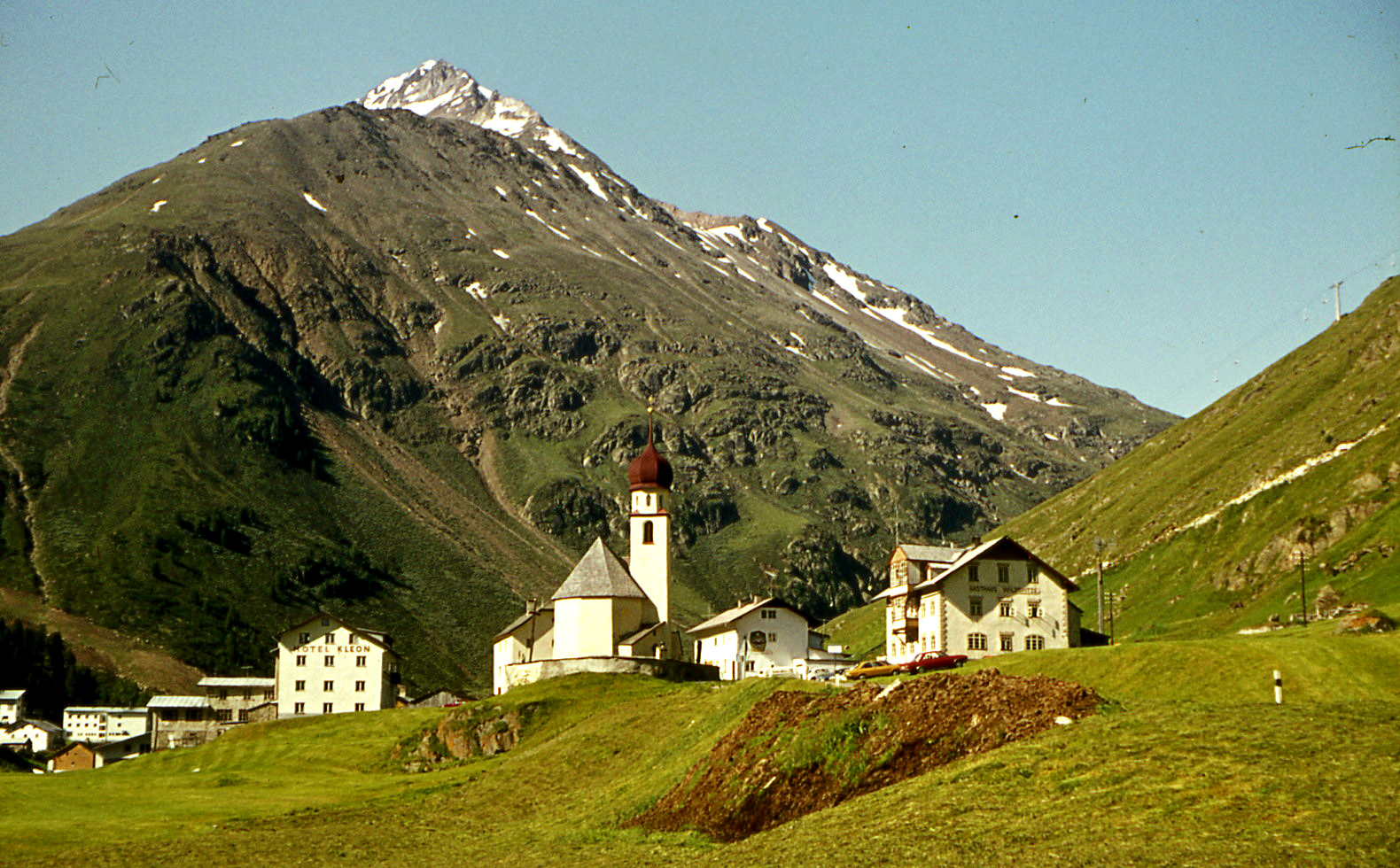
frazione Vent, foto dal 1974
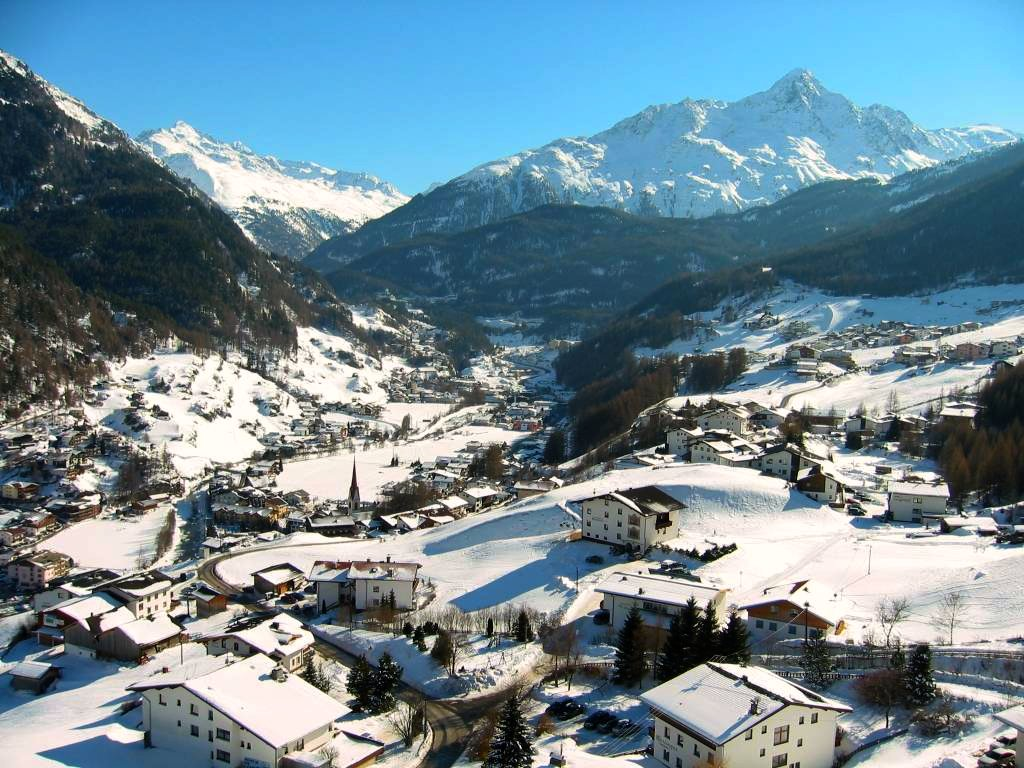
Sölden direzione sud, con Nederkogel
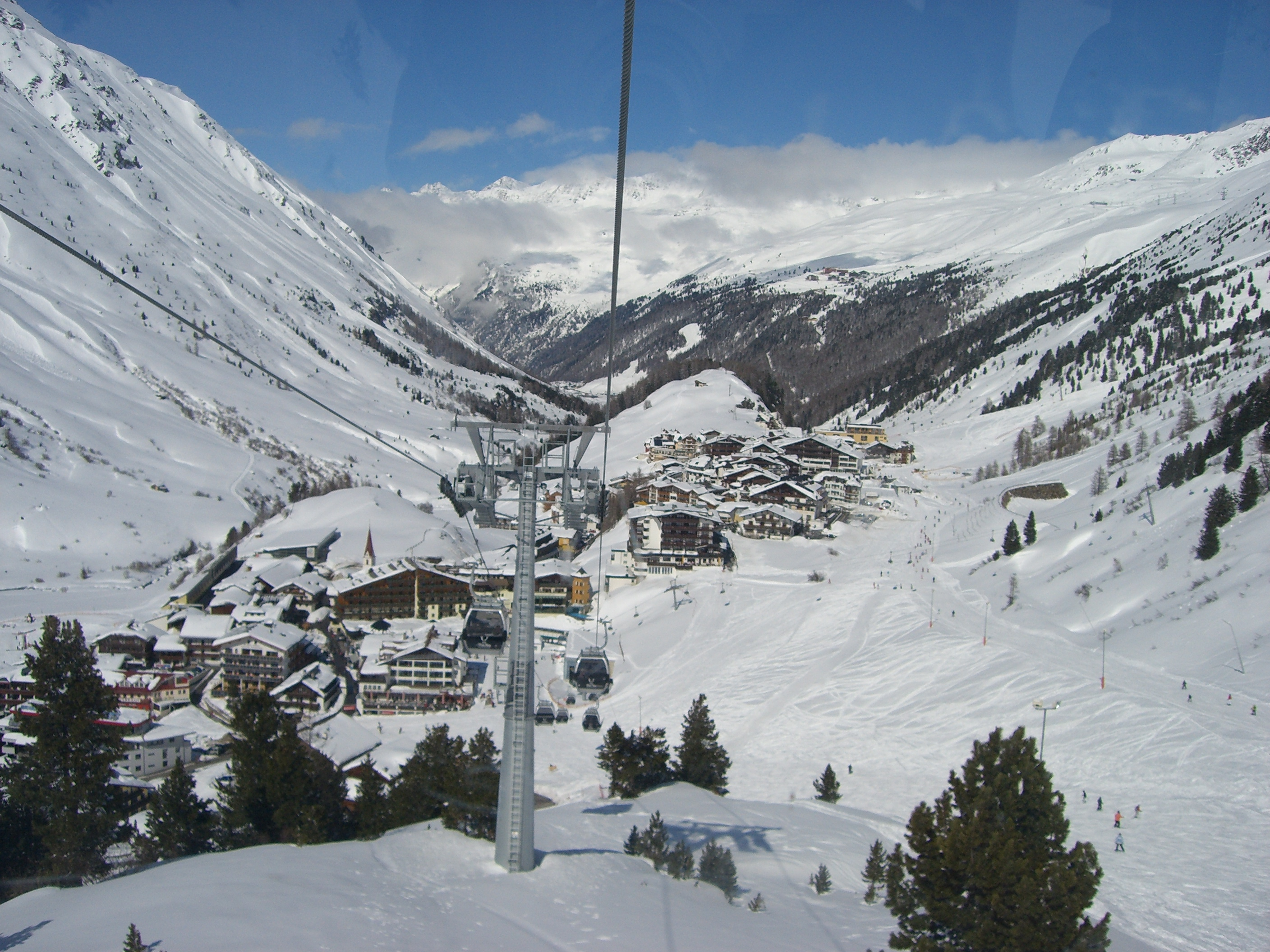
frazione Obergurgl
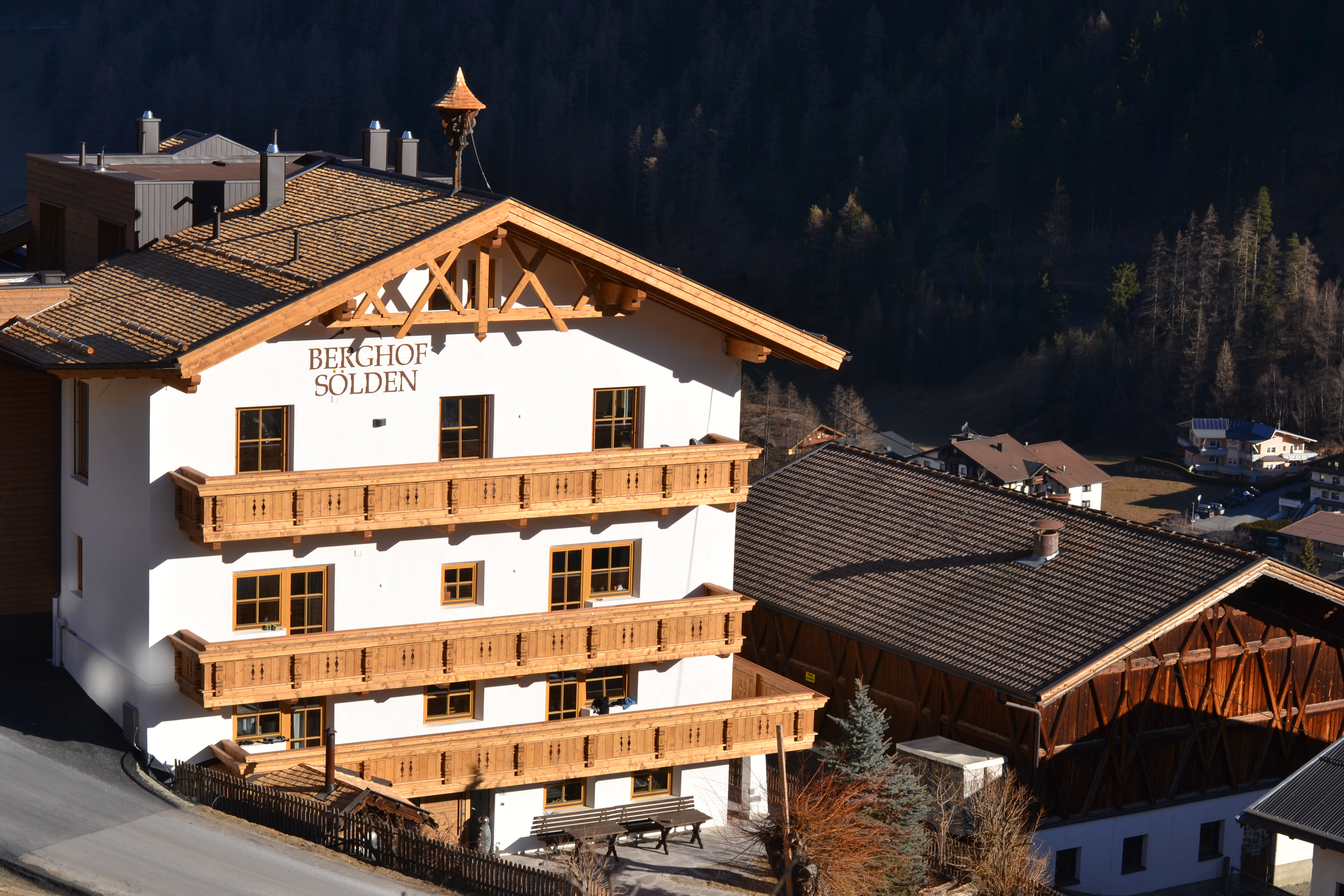
edificio che sovrasta Sölden